# Antechinus mysticus
Antechinus mysticus — вид сумчастих, родини кволових. 

## Поширення
Antechinus mysticus перебуває в прибережній Австралії, починаючи від самої півночі Квінсленду / Нового Південного Уельсу, й до меж Маккея (середина сходу Квінсленду). Вид симпатричний з А. flavipes і А. subtropicus у Південно-Східному Квінсленді. 

## Морфологія
Новий вид можна відрізнити в цій області, бо він має більш бліді ноги й основу хвоста, ніж А. flavipes і сірувату голову, й жовто-брунатний на крупі й боках, у порівнянні з більш рівномірно коричневою головою і тілом А. subtropicus і А. stuartii. А. mysticus відрізняється від A. flavipes тим, що має менші корінні зуби, а від А. stuartii тим, що має зазвичай ширшу морду.